# Flughafen Savonlinna

i8
i11
i13
Der Flughafen Savonlinna (IATA-Code: SVL, ICAO-Code: EFSA) befindet sich 15 km nördlich der Stadt Savonlinna, Finnland und wurde im Jahre 1973 fertiggestellt. 
FlexFlight bietet Flüge nach und von Helsinki an. Diese werden von der lettischen Charterfluggesellschaft RAF-Avia durchgeführt. Während der Savonlinna-Opernfestspiele fliegen auch manche Charterfluggesellschaften den Flughafen an.
Der Flughafen verfügt über einen eigenen Flügel, auf dem die Fluggäste mit einem kleinen Klavierkonzert begrüßt werden.